# Dicolor

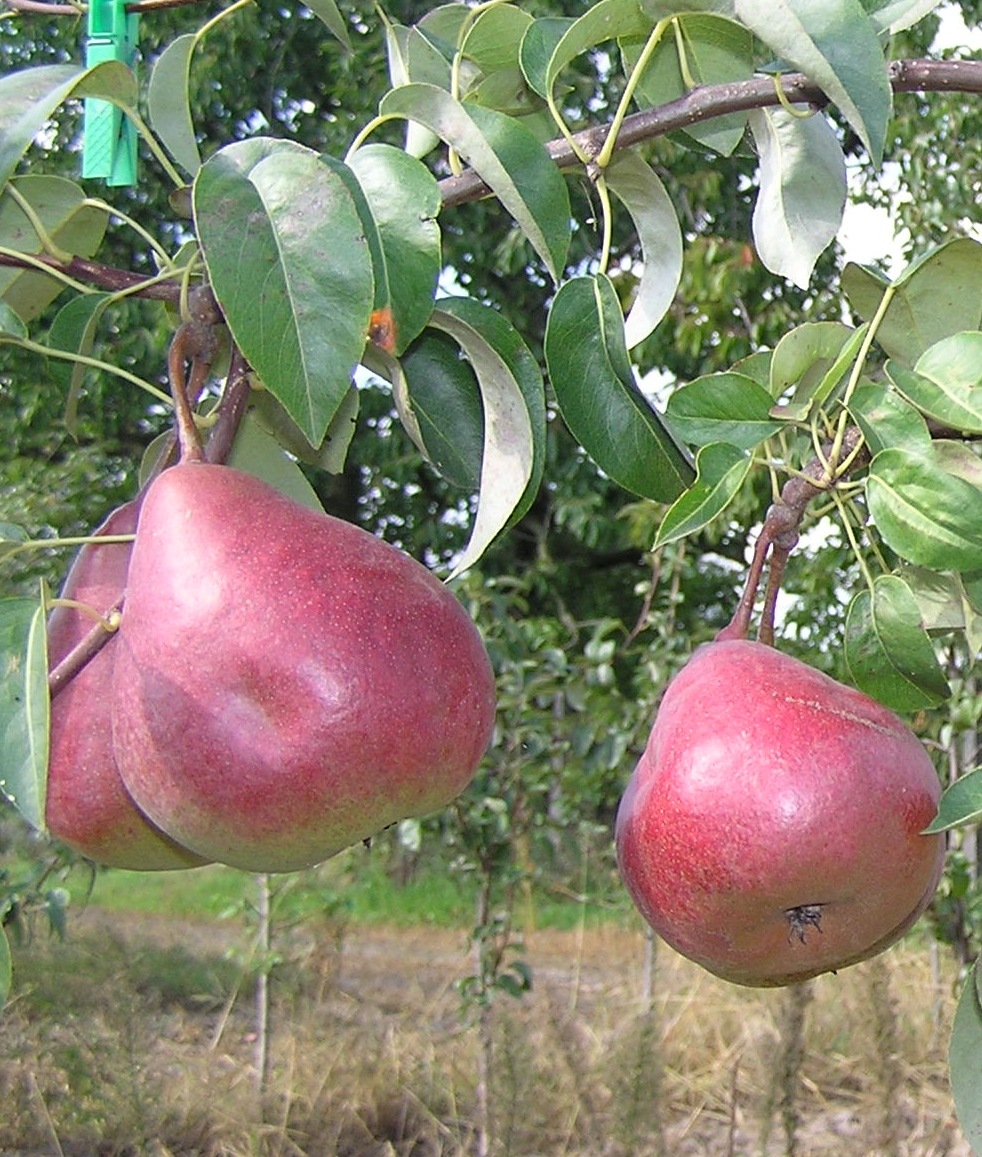

Dicolor (Pyrus communis 'Dicolor') také Dicolor – R je ovocný strom, kultivar druhu hrušeň obecná z čeledi růžovitých. Plody jsou řazeny mezi odrůdy zimních hrušek, sklízí se v říjnu, dozrává v prosinci, skladovatelné jsou do února. V chladírně vydrží i déle. Odrůda nese plody spíše menší velikosti, před sklizní plody padají.

## Historie

### Původ
Byla vyšlechtěna v ČR ve šlechtitelské stanici v Těchobuzicích. Odrůda je křížencem odrůd 'Holenická' a 'Williamsova čáslavka'.

## Vlastnosti
Odrůda je cizosprašná. Vhodnými opylovači jsou odrůdy Konference, Erika, Astra, Bohemica. Je dobrým opylovačem.

### Růst
Růst odrůdy je střední později slabý. Habitus koruny je úzce pyramidální, vzdušná a otevřená.

## Plodnost
Plodí časně, hojně a pravidelně.

## Plod
Plod je kuželovitý, střední až menší (130 – 150 g). Slupka hladká, žlutozeleně zbarvená s červeným líčkem. Dužnina je nažloutlá jemná, se sladce navinulou chutí, jemná, aromatická.

## Choroby a škůdci
Odrůda je považována za vysoce odolnou proti strupovitosti ale i rzivosti. Je náchylná (60,1 – 80,0 % napadených) vůči spále růžovitých.

## Použití
Je vhodná ke skladování, zpracování a přímému konzumu. Odrůdu lze použít do středních a teplých poloh.